# Le quattro casalinghe di Tokyo
Le quattro casalinghe di Tokyo (アウト?, Out) è un romanzo della scrittrice giapponese Natsuo Kirino, uscito in patria nel 1997. In Italia il testo è stato pubblicato da Neri Pozza nel 2003; la traduzione è stata curata da Lydia Origlia.
Il regista Hideyuki Hirayama nel 2002, ne ha diretto la trasposizione cinematografica, intitolata Out.

## Trama
Quattro donne lavorano insieme in uno stabilimento di pasti pronti alla periferia di Tokyo. Diverse per carattere, mentalità, esperienza, situazione familiare, sono però accomunate dalla frustrazione per una vita che sentono arrivata ad un punto di stallo e per un tipo di lavoro (operaie part-time del turno di notte) che nella scala del prestigio sociale occupa i gradini più bassi. Una sera la più giovane e indifesa del gruppo, spinta dalla disperazione e dalla rabbia, strangola il marito e subito dopo, non sapendo che fare, telefona a Masako Katori, quarantenne intelligente e determinata che è finita nella fabbrica dopo una esperienza di mobbing in un istituto bancario e l'inaridimento del suo matrimonio. Masako per un impulso irrazionale e liberatorio decide di aiutarla e, con una combinazione di casi fortuiti e bisogno di denaro, anche le altre vengono coinvolte nell'impresa di occultare il cadavere. Inizia così una concatenazione di eventi drammatici.

## Edizioni
- Natsuo Kirino, Le quattro casalinghe di Tokyo, traduzione di Lydia Origlia, Le tavole d'oro, Neri Pozza, 2003,  p. 624.